# Хамид Алимджан
Хами́д Алимджа́н (узб. Hamid Olimjon, настоящее имя — Хами́д Алимджа́нович Ази́мов; 12 декабря 1909 — 3 июля 1944) — узбекский поэт, драматург, литературный критик, представитель узбекской поэтической классики XX столетия.

## Биография
Родился в 1909 г. в Джизаке. С раннего детства, от матери Камилы и деда Мулло Азима, слышал он множество народных сказок, дастанов и песен. Став писателем, он обратился к фольклору и как собиратель, и как исследователь.
В 1918 году Алимджан поступил в открывшуюся в Джизаке неполную среднюю школу, затем поехал учиться в Самарканд, сначала в училище, а позже в университет. Учился в Узбекской педагогической академии в Самарканде (1928—1931).
В 1928 году вышел первый сборник стихов Алимджана «Весна». Много лет спустя Айбек в своей статье о Хамиде Алимджане подчёркивал символичность этого названия. «Весна» вышла, когда автор переживал свою «весеннюю» пору. Ей соответствовал настрой сборника: оптимистический, романтически приподнятый.
Окончание учёбы в Самарканде и переезд в Ташкент обозначили для Алимджана начало нового, важнейшего биографического и творческого этапа. «Хамид, — вспоминает Уйгун, — приехал в Ташкент следом за мной. Время было скудное: бумаги не было. Мы писали на длинных узких обрезках, которые брали в типографии, но писалось нам хорошо; наверное, поэтому и у меня, и у Хамида навсегда сохранилось пристрастие к узким, длинным бумажным полоскам».
Алимджан много работает как журналист и редактор в газетах и журналах, но продолжает свой литературный труд. В 1930-е годы Алимджан создаёт большие произведения, навеянные впечатлениями от дастанов в исполнении бахши: «Айгуль и Бахтияр», «Семург».
В 1939 году Хамид Алимджан становится ответственным секретарём Союза писателей Узбекистана и остаётся на этом посту до своей гибели в 1944 году в автокатастрофе.
Похоронен в Александровском сквере Ташкента, в постсоветское время прах перенесен на Чигатайском кладбище к захоронению супруги.

## Творчество
На поэтическое творчество Алимджана оказали влияние М. Горький и В. В. Маяковский. Хамид Алимджан — один из первых узбекских поэтов, начавших поиски поэтических форм, способных наиболее полно отразить современность. Первый сборник стихов «Весна» опубликован в 1926, но талант автора проявился в его поэмах «Симург» (1939), «Айгуль и Бахтияр» (1938), «Край» (1939), «Счастье» (1940). Лучшее произведение — поэма «Зайнаб и Аман», синтезирующая в себе особенности узбекской поэзии 30-х годов (1938). В годы войны с фашистской Германией написаны поэма «Слезы Роксаны» (1944), сборник стихов «Возьми оружие в руки» (1942), историческая драма «Муканна» (1942—1943), отмеченные зрелым мастерством.
В литературоведческих статьях Алимджан разрабатывал проблемы узбекской классической и современной литературы, взаимосвязи литературы и фольклора, русской и узбекской литератур «Мухаммад Амин Мукими» (1938), «О поэме „Фархад и Ширин“ Навои» (1939), «Навои и наше время» (1940), «Здравствуй, Пушкин!» (1937), « Толстой и узбекский народ» (1938).
Хамид Алимджан перевёл на узбекский язык «Кавказского пленника», «Русалку» А. С. Пушкина, «Бэлу» М. Ю. Лермонтова, «Челкаш» М. Горького.

## Память
В честь Хамида Алимджана названы:
- станция Ташкентского метрополитена;
- Самаркандский областной театр музыки и драмы;
- Каршинский государственный педагогический институт.

19 мая 1990 года в Ташкенте был торжественно открыт памятник поэту работы скульптора Я. Шапиро и архитектора С. Адылова. В декабре 2017 года памятник был перенесен на Аллею литераторов. В 1969 году в колхозе имени Хамида Алимджанна Ташкентской области установлен памятник поэту.
В 2004 году Хамид Алимджан был посмертно награждён орденом «Буюк хизматлари учун».